# NGC 2086
NGC 2086 ist die Bezeichnung eines Emissionsnebels im Sternbild Dorado.
Das Objekt wurde am 1. Januar 1835 von dem Astronomen John Herschel entdeckt.